# Tomandl Nunatak
Tomandl Nunatak är en nunatak i Antarktis. Den ligger i Västantarktis. Inget land gör anspråk på området. Toppen på Tomandl Nunatak är 446 meter över havet.
Terrängen runt Tomandl Nunatak är platt åt sydväst, men åt nordost är den kuperad. Terrängen runt Tomandl Nunatak sluttar västerut. Trakten är obefolkad. Det finns inga samhällen i närheten.